# Río Campuya
Der Río Campuya ist ein etwa 370 km langer rechter Nebenfluss des Río Putumayo im Nordosten von Peru in der Provinz Putumayo der Region Loreto.

## Flusslauf
Der Río Campuya entspringt im äußersten Nordwesten des Distrikts Rosa Panduro auf einer Höhe von etwa 200 m. Er durchquert den Norden des Distrikts in ostsüdöstlicher Richtung. Er mündet schließlich auf einer Höhe von etwa 130 m in den Río Putumayo. Der Río Campuya weist auf seiner gesamten Länge ein stark mäandrierendes Verhalten mit unzähligen engen Flussschlingen und Altarmen auf.

## Einzugsgebiet
Der Río Campuya entwässert eine Fläche von ungefähr 4340 km². Das Einzugsgebiet des Río Campuya erstreckt sich über den Nordteil des Distrikts Rosa Panduro. Es grenzt im Süden an das Einzugsgebiet des Río Ere, im Südwesten an die Einzugsgebiete des Río Napo und dessen Nebenflusses Río Tamboryacu, im Norden an das des Río Yuvineto sowie im Nordosten an das des oberstrom gelegenen Río Putumayo. Das weitgehend unbewohnte Gebiet besteht aus tropischem Regenwald.